# Ladrawan
Ladrawan è una suddivisione dell'India, classificata come census town, di 8.007 abitanti, situata nel distretto di Jhajjar, nello stato federato dell'Haryana. In base al numero di abitanti la città rientra nella classe V (da 5.000 a 9.999 persone).

## Geografia fisica
La città è situata a 28° 47' 43 N e 76° 56' 01 E.

## Società

### Evoluzione demografica
Al censimento del 2001 la popolazione di Ladrawan assommava a 8.007 persone, delle quali 4.438 maschi e 3.569 femmine. I bambini di età inferiore o uguale ai sei anni assommavano a 1.373, dei quali 732 maschi e 641 femmine. Infine, coloro che erano in grado di saper almeno leggere e scrivere erano 3.919, dei quali 2.516 maschi e 1.403 femmine.